# プリズムタワー
プリズムタワーは、東京都目黒区大橋に所在する超高層マンションである。

## 概要
大橋ジャンクションの整備と一体で行われた「大橋地区第二種市街地再開発事業（1-2棟）」によって建設された。大橋地区では最高層の建築物となっている。下層階には店舗や事務所が入居する。
再開発エリアは「O-Path目黒大橋」と愛称がつけられ、域内には目黒天空庭園が整備されている。プリズムタワーはジャンクションの西側に位置しており、同再開発では東側にプリズムタワー竣工後クロスエアタワーが建設されている。また、建築物のトライアングル形状からプリズムタワーと名付けられた。

## 沿革
- 1995年（平成7年） - 大橋一丁目街づくり研究会を設立。
- 1999年（平成11年） - ジャンクションの計画構造が現在のものに変更[4]。
- 2000年（平成12年） - 大橋一丁目地区再開発準備会が発足。
- 2002年（平成14年） - 大橋一丁目地区再開発協議会が発足。
- 2005年（平成17年） - 都市計画決定。
- 2007年（平成19年）3月 - 着工。
- 2009年（平成21年）4月 - 竣工。